# 日清焼そばU.F.O.
日清焼そばU.F.O.（にっしんやきそばユーホー）とは、日清食品が製造・販売するカップ焼きそば、およびカップ汁なし中華麺（油そば、まぜそば）の商品名。

## 概要
1976年5月21日に発売され、味付けやパッケージ、サイズなどで多様化し、海外でも販売されているシリーズ商品となっている。代表的な円盤状パッケージのサイズは、直径が18.0cm、高さが約4.8cm。日本初の皿型カップ麺である。1991年から販売されている大盛りは角型容器が、2023年から順次発売されている爆盛バーレルはバーレル型容器がそれぞれ採用されている。
商品名の由来は「うまい（うまく）、太い（太く）、大きい（大きく）」の略。
上記の理由以外に、空飛ぶ円盤を思わせる形状もあって、当時の社長が試作品の蓋を開けるときに飛ばしてしまったことや、命名や広告・宣伝では未確認飛行物体の略称であるUFOが意識されている。パッケージには小さく「UNIDENTIFIED FLYING OBJECT」と書かれてあり、中国語圏向けには「飛碟（「空飛ぶ円盤」の意）炒麺」という文言を添えて生産・販売されている。また宇宙人の乗り物としてUFOを描いたキャンペーンも展開されている。

## 特徴
- 発売開始からしばらくの間は、静岡県以東の東日本版と愛知県以西の西日本版の2種類のパッケージがあったが、後に西日本版に統一されている[7]。

2011年に入り、「東日本地域でのソース焼きそばの傾向を分析」し、同年3月下旬より製品の販売エリアを再び静岡県と愛知県を境とした東西に分けた。
今回のリニューアルは東日本での販売テコ入れという側面も持っており、東日本版はパッケージはもとより、麺・具材・ソースのすべてについてリニューアルを行った。しかし、この商法は1年で終了し、2012年2月から再び西日本版に統一された。
- カップ焼きそばで、はじめてキャベツを採用[8]。
- 同社の日清焼そば[注 1] やそのカップ麺版の日清ソース焼そばは変更されていない。[要出典]
- 2010年代以降は、ソース以外のフレーバーや油そば（まぜそば）もシリーズ品として発売されている。
- 2021年5月10日、どん兵衛・U.F.O.の両ブランド発売45周年を記念し、どん兵衛の醤油だしをフレーバーとした「だし醤油きつね焼そば」が限定発売された[9]。
- 2023年3月6日、麺180グラムのシリーズ史上最大盛[10]の「日清焼そばU.F.O.爆盛バーレル」を中部 (静岡を除く)、近畿、中国、四国、九州限定（なお、2024年3月より全国エリアでの通常販売となる）で[11]、同月27日にはシリーズ初のフライパン調理の袋麺「本当に焼いたらうまかった　日清焼そばU.F.O.」をそれぞれ発売した[12]。
- 2023年3月20日、「日清焼きそばU.F.O. ポックンミョン 濃い濃い韓国風甘辛カルボ」を発売[13]。
- 2024年3月1日、新たにチルド麺タイプの「チルド　日清焼そばU.F.O.」が発売された[14]。
- 2024年9月9日、「日清焼きそばU.F.O. ポックンミョン 韓国風甘辛カルボクリーミー」「日清焼そばU.F.O. ポックンミョン 韓国風甘辛チーズ」発売[15]。

## 相互コラボレーション
2010年より、本製品と他社製品とのコラボレーションが行われている。
- UNIQUE PROJECT(下記参照)
- 2010年7月に山崎製パンとの企画で「ランチパック 日清焼そばU.F.O. ソース焼そば味」が限定発売された。
- 2023年2月にはファミリーマートで「日清焼そばU.F.O.監修 モンスター焼そばまん」[16]、3月には「U.F.O.濃い濃い濃厚そばめし」おむすびが限定発売された。
- 2024年4月29日、「日清焼きそばU.F.O ほりにし監修オリジナルスパイス付きソース焼きそば」を発売[17]。

### 「UNIQUE PROJECT」（ユニークプロジェクト）
- 2010年7月、日清食品とスナック菓子メーカーの湖池屋との企画「UNIQUE PROJECT」（ユニークプロジェクト）の一環として、日清食品側が湖池屋「カラムーチョ」をトッピング具材に加えた「U.F.O. カラムーチョ ホットチリ味」を発売し、湖池屋側も「ポテトチップス」で「日清焼そばU.F.O. 濃厚ソース焼そば味」を発売し、好調な売上[18] となっている。

さらに、湖池屋「スコーン」にも「日清焼そばU.F.O. 濃厚ソース焼そば味」のフレーバーが発売された。

## オタフクソースとの関係
以前、日清食品はソース材料の生産を、永らく、お好み焼き用やたこ焼き用のソースで知られる広島県のソースメーカー・オタフクソースに依頼していた。しかし、オタフクソースが新潟県付近限定の消費者向け焼きそばのソース生産を始めたため、競合となるのを理由としてオタフクソースとの業務提携を解除。

### 提携解除の背景
オタフクソースに生産を依頼しているソースレシピを日清食品が予め持っていたため、自社もしくは他のソース製造会社に持ち込めば生産可能と踏んだためだった。しかし契約解除後、他のソース製造会社にレシピを持ち込んだが、味がうまく再現できなかった。また、ソースの生産元が変わったこと、味が変わったことを予め消費者に周知していなかった。その後、日清食品は「さらに美味しくなりました」という告知をした。
後にオタフクソースは同業他社であるサンヨー食品とのコラボレーションによる商品「サッポロ一番 オタフクお好みソース焼そば」を発売している。

## 特記事項
2009年3月のリニューアルで麺が大幅に改良された。同社の「どん兵衛」そばシリーズ（例：天ぷらそば、きつねそば、鴨だしそば、カレー南蛮そば等）と同様の特殊製法が用いられたストレート油揚げ麺が採用された（ただし「プチU.F.O」は除く）。
2012年にはそばめしタイプのカップライス「日清焼そばU.F.O. そばめし」が発売開始された（1月3日に近畿地方限定で発売開始、3月26日全国発売)。同製品のソースは西日本向けの物を使用している。
同2月6日には「日清焼そばU.F.O.」発売35周年記念商品として「日清焼そばU.F.O. 豚（トン）とんこつ焼ラーメン風」が数量限定で発売された。
2016年3月31日、『アメトーーク』内にて梅宮辰夫が全役をこなした「エクストリーム!篇」のセルフパロディCM「エクストリーム!篇リメイク版」が放送され、その終盤で日産自動車と日清食品が協賛の『物づくり体験アトラクション「グッジョバ!!」』の会場であるよみうりランドにて翌4月1日に「日産焼そばU.S.O.」が先着400食限定で無料配布されることが告知された。その日の4月1日には日産自動車、ニッセンとの3社共同によるエイプリルフール企画で日産自動車と日清食品が共同で開発した飛行物体「日産焼そばU.S.O.号」が日清食品ホールディングス新宿本社から発進したが、目的地である日産自動車横浜本社ではなく、福井県あわら市のニッセン福井ロジスティクスセンターに不時着した ことを報じるフェイクニュース番組風のパロディ動画が特設サイト にて公開された。またニッセンが製作したコラボTシャツが4月1日の語呂合わせである41名限定でプレゼントされた。
同年5月9日には発売40周年記念商品として「日清焼そばU.F.O. 極太・豚ガリペッパー」が、同月30日には発売40周年記念第2弾として『日清焼そばU.F.O. わさびマヨ焼そば』が3度目の復刻で全国発売された。
また、日清食品は2011年より「神宮外苑花火大会」のスポンサー協賛の一社に加わっており、花火大会来場者に製品が無料でプレゼントされる（協賛名はプレゼントされる製品名義であり、本製品がプレゼントされる年は「日清焼そばU.F.O.」となる）。なお、2016年と2017年には神宮外苑花火大会限定の特別パッケージを制作して配布された。

## CM出演者

### 現在
- そろそろ谷川（2023年3月　- 、「そろ谷U.F.O.食べたやろ 篇」「そろ谷U.F.O.炭酸合う 篇」）

なお15秒バージョンは30秒バージョンのセリフの無間をカットし、一部のセリフを省略した上でセリフの速度を早めたものとなっている。
ちなみにyoutube「そろ谷の一発アニメ」では「本当に焼いたらうまかった 日清焼そばU.F.O. 」の宣伝を兼ねたネタを製作公開している。
- 津田健次郎（2024年11月 - 、「ポックンミョン」ブランド）※Web-CM

### 過去
- 桂三枝（現・六代桂文枝）
- 松鶴家千とせ（1976年、1999ヤキソバオデッセイ[24]）
- ピンク・レディー（1977年 - 1978年）
- 川崎麻世（1978年、1999ヤキソバオデッセイ[24]）
- サザンオールスターズ（1979年）
- 島田紳助
- 三原順子（現・三原じゅん子）
- 烏丸せつこ（1982年）
- 美保純（1983年）
- 杏里
- とんねるず
- U.F.O.仮面ヤキソバン／U.F.O.ガール ヤキソバニー（1994年 - 1995年）
  - マイケル富岡、千葉麗子、デーブ・スペクター、オスマン・サンコン、松雪泰子
- U.F.O.BAND（1997年）
- SPEED（1997年 - 1998年）
- 1999ヤキソバオデッセイ（ターボ湯切り編）
  - 中山仁、増田惠子（ピンク・レディー）、伊集院光[24]
- トータス松本（ウルフルズ、トータス本人の顔を電気ポットに見立てたCMが有名）
- 広末涼子
- 石井竜也、小池栄子
- 上山克彦
- 松浦亜弥
- U.F.O.男道場 メン編
  - 関ジャニ∞、ドン・フライ、伊藤裕子
- 長瀬智也
- KELLY（長瀬智也と共演）
- 生田斗真
- 北乃きい（広瀬アリスと共演）[25]
- 広瀬アリス（北乃きいと共演）[25]
- 椎名桔平
- 桐谷健太
- エクストリーム!編（2016年3月24日- ）
  - 吉川晃司、水原希子
  - マイケル富岡（「エクストリーム2! 編」「エクストリームZERO!編」以降）
  - 梅宮辰夫 (2016年3月31日限定放送の「エクストリーム!篇リメイク版」に出演。全役を担当した。地上波では「アメトーーク」（テレビ朝日系）でしか放送されなかったが、後にyoutube日清食品グループ公式チャンネルにて視聴可能）
- インチキ超能力者のうた 編（2016年5月31日- ）
  - Mr.マリック
- 徳井義実
- 山本美月
- U.F.O.仮面ヤキソボーイ - エクストリーム!ヤキソボーイ編（2017年3月10日 - ）[26]
  - 中川大志（ソース（青年期） / U.F.O.仮面ヤキソボーイ役） 、藤岡弘、（レジェンド・クロオビ役）
- 内田裕也（2018年「ファッションモンスター編」「淋しい熱帯魚編」）
- 輝夜月（2019年3月14日 - 「マキシマム ザ 輝夜月2 篇 2020」）
- みうらじゅん（2020年3月18日 - 、濃い濃いラー油マヨ「超濃厚段積み沼CM 篇」）
- えなこ（2020年3月18日 - 、濃い濃いラー油マヨ「超濃厚段積み沼CM 篇」）
- 藤岡弘、（2021年3月24日 - 、日清焼そばU.F.O.「売上NO1 篇」）[27]
- 川口葵（2021年3月24日 - 、日清焼そばU.F.O.「売上NO1 篇」）[27]
- ジェッターマルス（1978年頃[いつ?]）
  - 清水マリ（マルス役）、勝田久（川下博士役）、松尾佳子（ミリ役）
- ウーパールーパー（1985年頃[いつ?]）
- ロボコップ（1992年頃[いつ?]）

## 歴代のCMソング
- ピンク・レディー「日清焼きそばUFO」（1978年） - 作詞：貫泰夫、作曲：都倉俊一（彼女らの持ち歌「UFO」を模した曲。アルバム『星から来た二人』収録の「コマーシャル・ソング・メドレー」に収録）
- 三原順子「サニーサイド・コネクション」（1981年）
- 広谷順子「UFO」（1981年制作） - 作詞：伊藤アキラ、作曲：多羅尾伴内（大瀧詠一）、編曲：村松邦男（未使用、『NIAGARA CM SPECIAL Vol.2』『NIAGARA CM SPECIAL』に収録）。
- 杏里「気ままにREFLECTION」（1984年）
- 尾崎亜美「ウーパーダンシング（Wuper Dancing）」（1985年） - 1980年代のウーパールーパーが登場したCMで使用された。
- とんねるず「嵐のマッチョマン」（1987年）｢炎のエスカルゴ｣（1988年）
- U.F.O.BAND「愛の使者U.F.O.BAND」（1997年）
- SPEED「ナマイキ」（1997年）「my graduation」（1998年）[28]
- きゃりーぱみゅぱみゅ「ファッションモンスター」（2018年） - 内田裕也の出演CMで使用
- Wink「淋しい熱帯魚」（2018年） - 内田裕也の出演CMで使用[29]。

## その他
- かつて、キャンペーン賞品として浮き袋が存在した。中でも1978年のキャンペーンでは、当選数の1万5000名に対して[30]、154万通もの応募があった[31]。なお、この浮き袋は、1個2000円で通信販売での購入も可能であった[30]。
- 1984年に、カシオのポケコン「PB-100」を特製ケースに入れた『遊COM』が6,000名に当たるキャンペーンが実施された。

## 漫画
『月刊コロコロコミック』（小学館）とコラボレートし、『こい丸』のタイトルの漫画が同誌にて2025年4月号より連載されている。漫画は公たくみが担当。日清焼そばU.F.O.より誕生した謎の生命体という設定のオリジナルキャラクター・こい丸が、相棒のススルなどと描くギャグ漫画である。